# 塞費里希薩爾

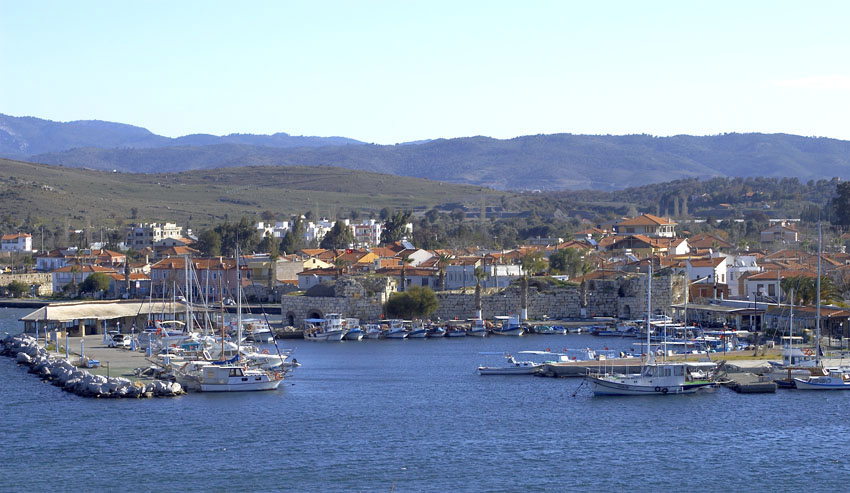
塞費里希薩爾沿海瑟阿哲克的碼頭

塞費里希薩爾（土耳其語：Seferihisar）是位於土耳其伊兹密尔省沿海的城鎮與行政區。塞費里希薩爾的市中心位於內陸，海拔高度28公尺，從市區向海邊延伸，共由八個區所組成，其中一個名為瑟阿哲克的區設有港口，並發展為成為宜人的觀光勝地，儘管當地的旅遊業日漸興盛，不過塞費里希薩爾的經濟仍主要以農業為主，如柑橘便為該地區所盛產的果類。